# Landkreis Erlangen-Höchstadt
Landkreis Erlangen-Höchstadt ligger i den nordlige del af det bayerske Regierungsbezirk Mittelfranken i det sydlige Tyskland. 

## Geografi
Landkreisens område består hovedsageligt af det  Mittelfrankiske Bækken med udstrakte fyrreskove. I den østlige del af området løber floden Regnitz og Main-Donau-Kanalen i retning nord-syd. I nord løber Aisch, der er en biflod til Regnitz fra vest mod øst; her er et englandskab, hvor der er fiskeopdræt. Mod øst i kreisen stiger landskabet op mod alpeforlandet.

### Nabolandkreise
Nabolandkreise til Landkreis Erlangen-Höchstadt er mod nordLandkreis Bamberg og Landkreis Forchheim, mod øst Landkreis Nürnberger Land, mod syd den  kreisfri by Nürnberg og  Landkreis Fürth og mod vest  Landkreis Neustadt an der Aisch-Bad Windsheim. Den kreisfri by Erlangen rager fra syd ind i kreisområdet, der går rundt om en stor del af byen. 

## Byer og kommuner
Kreisen havde 136271  indbyggere pr.  2018-12-31

| Byer 1. Baiersdorf (7794) 2. Herzogenaurach (23126) 3. Höchstadt an der Aisch (13422) Købstæder (Markt) 1. Eckental (14412) 2. Heroldsberg (8472) 3. Lonnerstadt (2023) 4. Mühlhausen (1748) 5. Vestenbergsgreuth (1551) 6. Wachenroth (2262) 7. Weisendorf (6548) Kommuner 1. Adelsdorf (8366) 2. Aurachtal (3084) 3. Bubenreuth (4652) 4. Buckenhof (3105) 5. Gremsdorf (1606) 6. Großenseebach (2450) 7. Hemhofen (5362) 8. Heßdorf (3584) 9. Kalchreuth (3007) 10. Marloffstein (1561) 11. Möhrendorf (4866) 12. Oberreichenbach (1263) 13. Röttenbach (4757) 14. Spardorf (2210) 15. Uttenreuth (5040) |

Verwaltungsgemeinschafte
1. Aurachtal
 med kommunerne 
Aurachtal og Oberreichenbach
2. Heßdorf
 med kommunerne 
Großenseebach og Heßdorf
3. Höchstadt an der Aisch
 med kommunerne
Gremsdorf, Lonnerstadt (Markt), Mühlhausen (Markt) og Vestenbergsgreuth (Markt)
 
Administrationen ligger i Höchstadt an der Aisch, selv om den ikke er en del af samarbejdet.
4. Uttenreuth
med kommunerne
Buckenhof, Marloffstein, Spardorf og Uttenreuth

Ubeboede kommunefri områder (102,72 km²)
1. Birkach (3,25)
2. Buckenhofer Forst (8,76)
3. Dormitzer Forst (10,18)
4. Erlenstegener Forst (11,78)
5. Forst Tennenlohe (10,81)
6. Geschaidt (8,49)
7. Kalchreuther Forst (6,11)
8. Kraftshofer Forst (12,17)
9. Mark (20,98)
10. Neunhofer Forst (10,18)